# Adrenaline Mob
Adrenaline Mob ist eine US-amerikanische Hard-Rock-/Heavy-Metal-Supergroup aus New York. Die im Jahre 2011 gegründete Band setzt sich aus derzeitigen und ehemaligen Mitgliedern der Bands Dream Theater, Symphony X und Disturbed zusammen. Die Band steht bei Century Media unter Vertrag und hat bislang drei EPs und drei Studioalben veröffentlicht.

## Geschichte

### Gründung und erste EP

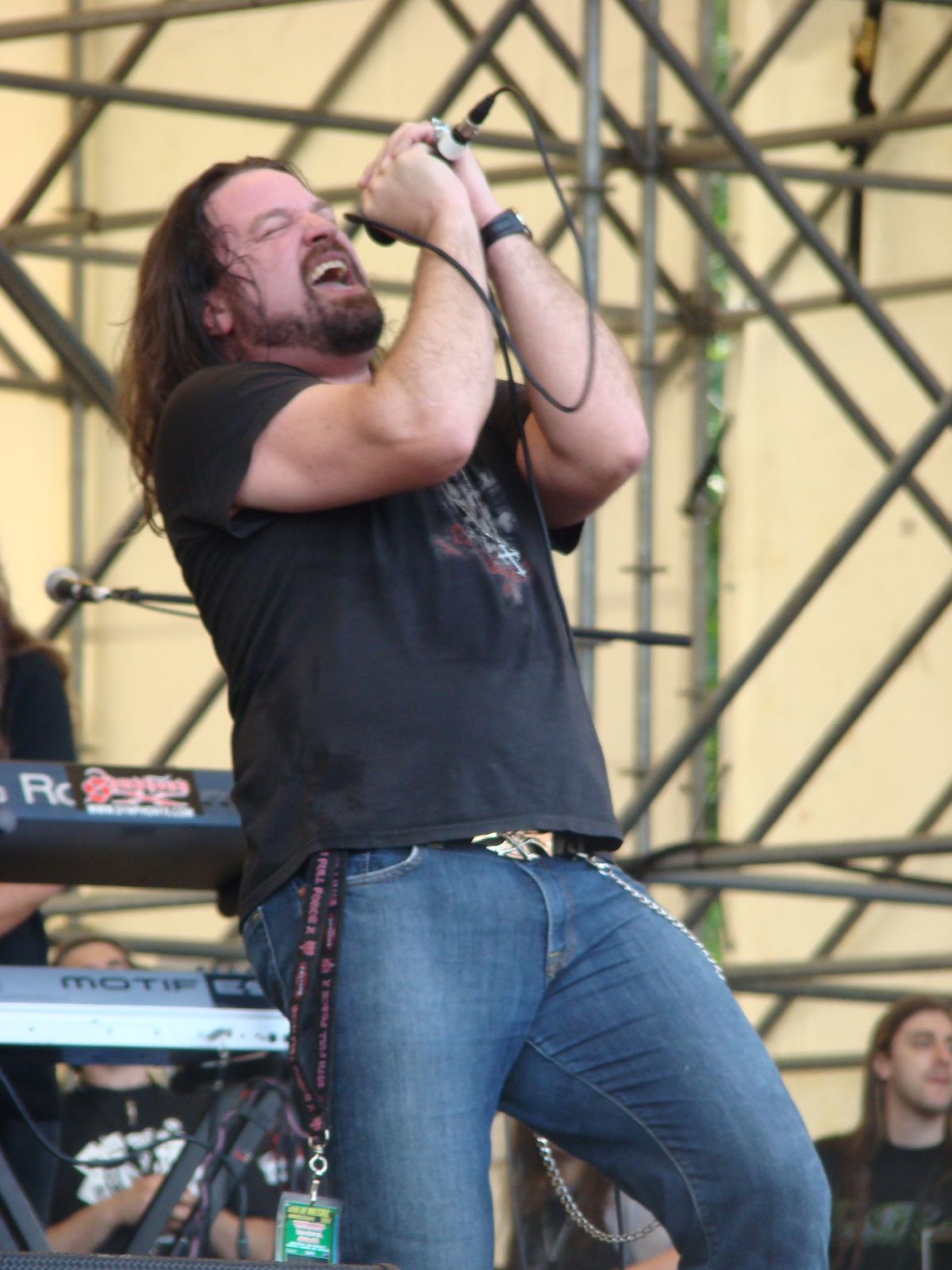
Sänger Russel Allen

Anfang der 2000er Jahre lernten sich der Sänger Russell Allen von der Band Symphony X und der damalige Dream-Theater-Schlagzeuger Mike Portnoy kennen. Beide Musiker sprachen öfter darüber, ein gemeinsames Projekt zu starten. Im Jahre 2010 nahm Allen sein zweites Soloalbum auf. Sein Gitarrist Mike Orlando präsentierte Allen während der Aufnahme einige von ihm geschriebene Lieder. Beide beschlossen, eine Band für diese Musik zusammenzustellen. Als Russell Allen herausfand, dass der gerade bei Dream Theater ausgestiegene Portnoy frei wäre rief Allen ihn an und leitete die Songideen weiter. Portnoy gefiel die Musik und sagte seine Teilnahme zu.
Ursprünglich sollte die Band Adrenaline Fueled Junkies heißen. Allerdings stellte sich heraus, dass es schon eine andere Band mit diesem Namen gab. Die Musiker hielten am Wort Adrenaline fest, weil die Band laut Portnoy so in den iPods und den iTunes der Hörer zwischen AC/DC und Aerosmith stehen würde. Auf Portnoys Vorschlag wurde das Wort Mob angehängt, weil sich die Musiker zusammen wie eine Gang fühlten. Komplettiert wurde die Bandbesetzung vom ehemaligen Stuck-Mojo- und Fozzy-Gitarristen Rich Ward sowie dem Bassisten Paul Di Leo. 
Im Juni 2011 spielte die Band ihr erstes Konzert in New York. Zwei Monate später veröffentlichte die nach der Band betitelte Debüt-EP, die eine Coverversion des Black-Sabbath-Liedes The Mob Rules enthält. Außerdem spielten Adrenaline Mob als Vorgruppe für die Band Godsmack. Die von Mike Orlando produzierte EP wurde in der ersten Woche nach Veröffentlichung etwa 1.800 Mal über iTunes verkauft und erreichte Platz 13 der Top New Artist Album Charts.

### Omertà (2011/12)

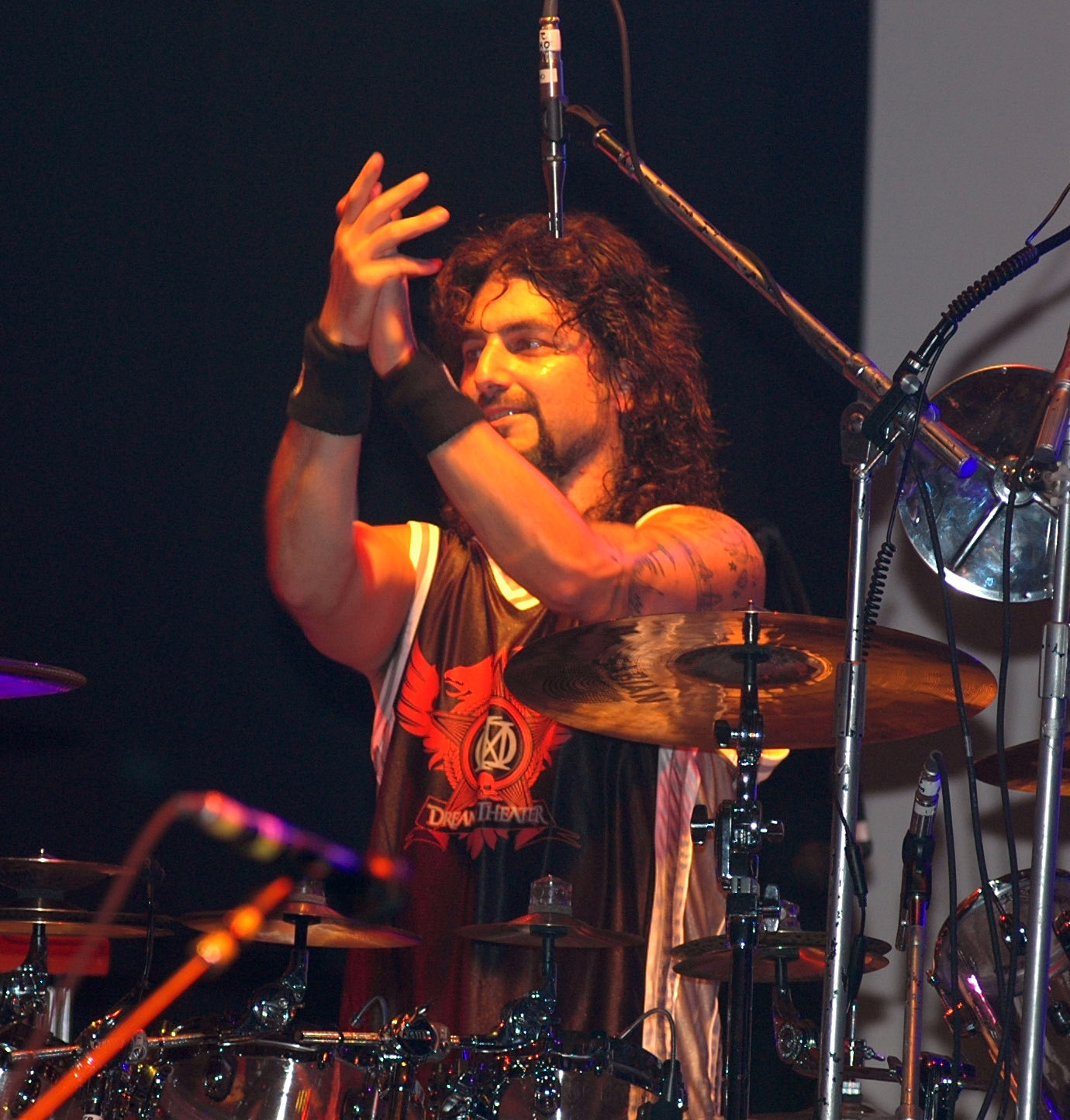
Ex-Schlagzeuger Mike Portnoy

Im Sommer 2011 nahm die Band ihr selbst produziertes Debütalbum Omertà auf, dessen Veröffentlichung über Elm City Music in Nordamerika am 13. und Century Media in Europa am 16. März 2012 erfolgte. Mike Portnoy erklärte die zeitliche Verzögerung damit, dass Plattenfirmen eine dreimonatige Vorlaufzeit benötigen, um ein Album gut zu promoten. Außerdem würde „keine Plattenfirma ein Album im Oktober veröffentlichen, es sei denn, es geht um Madonna oder Lady Gaga“. Das Album enthält eine Coverversion des Duran-Duran-Liedes Come Undone, bei dem die Halestorm-Sängerin Lzzy Hale als Gastsängerin zu hören ist. 
Im Januar 2012 verließen Ward und DiLeo die Band, weil beide Musiker Terminschwierigkeiten mit ihren anderen musikalischen Projekten bekamen. Als Ersatz wurde John Moyer von der Band Disturbed in die Band geholt, die zu diesem Zeitpunkt auf unbestimmte Zeit aus Eis lag. Mike Orlando erklärte in einem Interview, dass die Band vorerst als Quartett weitermacht und keinen zweiten Gitarristen in die Band zu holen gedenkt.
Omertà stieg auf Platz 70 der US-amerikanischen Albumcharts ein und wurde in der ersten Verkaufswoche in den USA etwa 6.600 Mal verkauft. Im Mai 2012 ging die Band zusammen mit Kill Devil Hill auf eine Co-Headlinertournee durch Nordamerika, ehe eine Europatournee folgte. Unter anderem trat die Band beim Graspop Metal Meeting auf.

### Covertà und Men of Honor (2013/14)

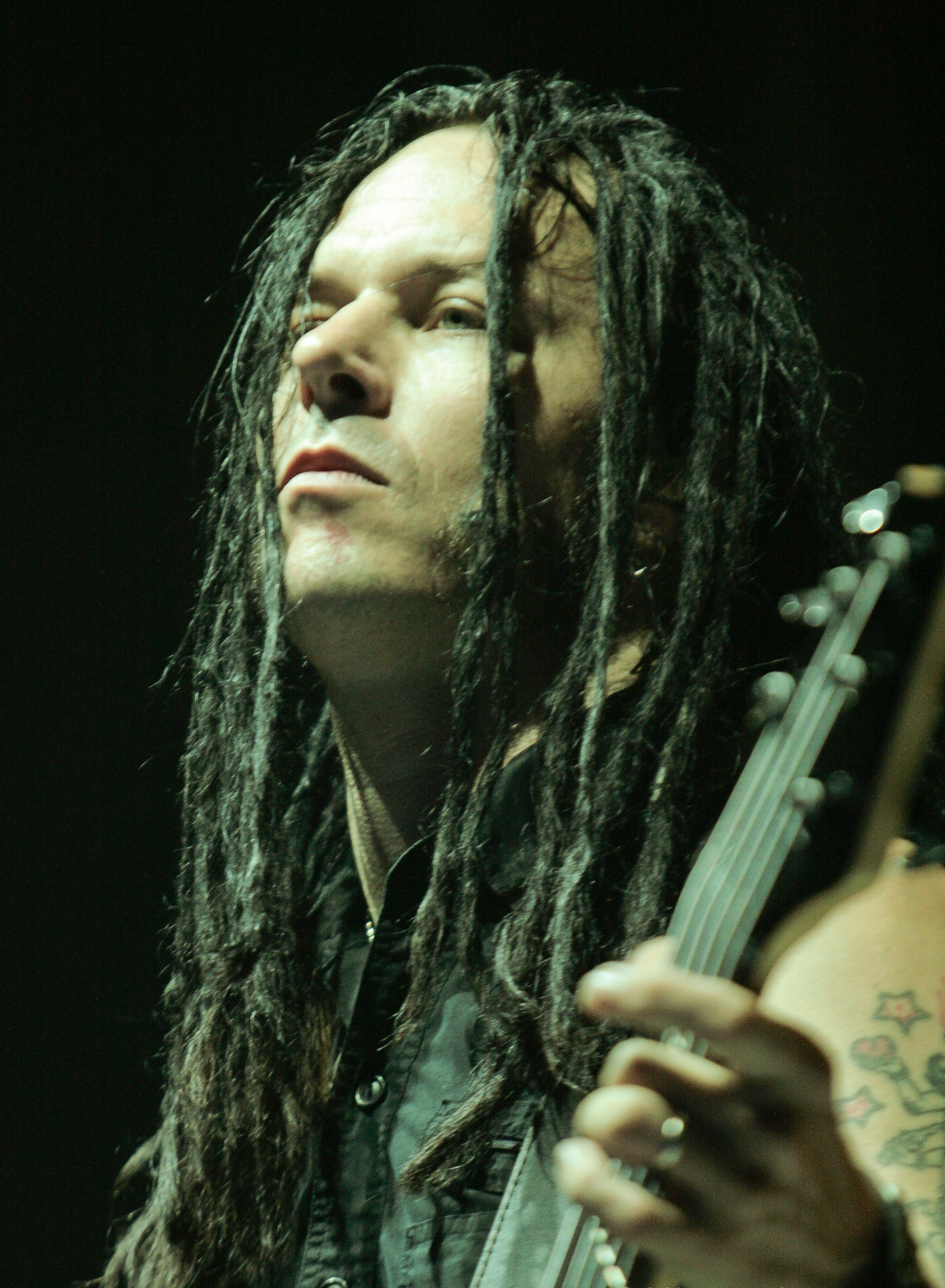
Ex-Bassist John Moyer

Im März 2013 veröffentlichte die Band die EP Covertà, die acht Coverversionen von den Lieblingsliedern der Band enthält. Zu den gecoverten Bands zählen unter anderem Dio, Van Halen, The Doors und Led Zeppelin. Es folgten eine Nordamerikatournee mit der Band Nothing More und eine Südamerikatournee mit der Band Halestorm. Anfang Juni 2013 verkündete Mike Portnoy seinen Ausstieg, da es für ihn zu Terminkonflikten mit seinen anderen Projekten (Flying Colors und The Winery Dogs) kam.
Auch ohne Schlagzeuger begannen Russel Allen und Mike Orlando mit dem Songwriting für ihr zweites Studioalbum. Die Aufnahmen dafür begannen im Oktober 2013. Als Ersatz für Mike Portnoy verpflichtete die Band den Schlagzeuger A. J. Pero, der auch Mitglied der Band Twisted Sister ist. Gleichzeitig unterschrieb die Band auch für Nordamerika einen Vertrag bei Century Media. Die Veröffentlichung des zweiten Albums Men of Honor erfolgte am 18. Februar 2014 in Nordamerika und drei Tage später in Deutschland. Das Album enthält im Gegensatz zu den bisherigen Veröffentlichungen keine Coverversion.
Men of Honor verkaufte sich in der ersten Woche nach der Veröffentlichung etwa 3.600 Mal in den Vereinigten Staaten und erreichte Platz 99 der US-amerikanischen Albumcharts. Mit Platz 76 erreichte die Band erstmals den Sprung in die deutschen Albumcharts. Im April und Mai 2014 ging die Band Nordamerikatournee im Vorprogramm von Avenged Sevenfold und Hellyeah. Auf dem Weg zu einem Konzert in Kanada waren die Musiker in einen Verkehrsunfall verwickelt. Zwar wurde niemand ernsthaft verletzt, jedoch wurde das gesamte Bandequipment zerstört.

### Dearly Departed (2014 bis 2016)

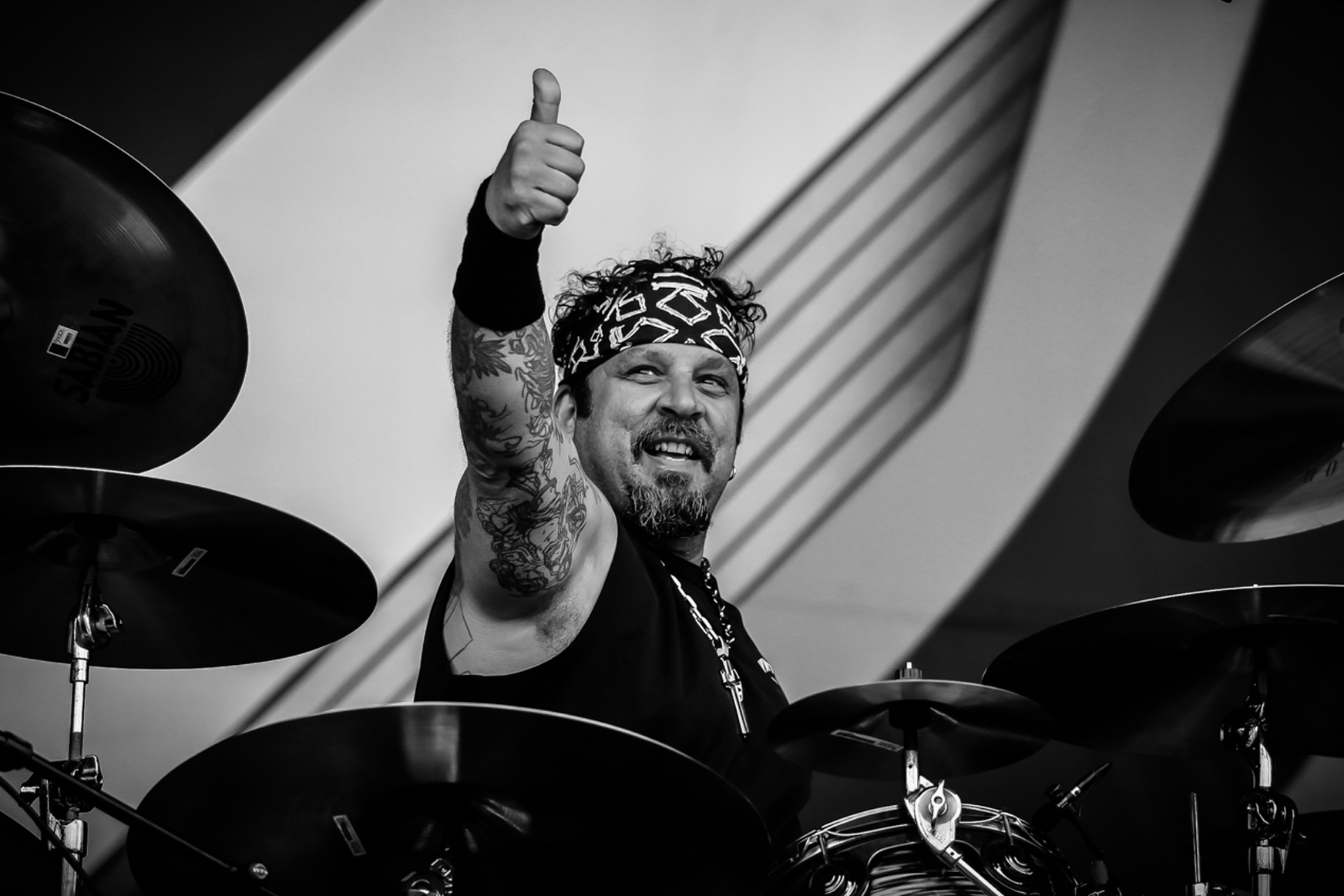
Ex-Schlagzeuger A. J. Pero

Anfang August 2014 erklärte Bassist John Moyer über Twitter, dass er bei den für September 2014 angesetzten Konzertterminen nicht anwesend sein wird, da er in dieser Zeit mehrere Albumproduktionen durchführen will. Seine Bandkollegen zeigten sich von Moyers Ankündigung „schockiert“ und erklärten über Facebook, dass Adrenaline Mob die Konzerte spielen werden und nach einem Ersatzmann suchen werden. Moyer erklärte daraufhin, dass er seine Bandkollegen bereits vor Wochen über seine Pläne informiert habe. Als Moyers Nachfolger wurde im September 2014 Erik Leonhardt vorgestellt, der auch Mitglied der Band Tantric ist.
Am 10. Februar 2015 veröffentlichte die Band die EP Dearly Departed, die unter anderem Coverversionen von der Pat Travers, der Charlie Daniels Band, Black Sabbath und Queen sowie akustische Versionen bereits veröffentlichter Titel. In Europa wurde das Album lediglich digital veröffentlicht. Schlagzeuger A.J. Pero verstarb am 20. März 2015 im Alter von 55 Jahren im Schlaf. Nur einen Tag später nahm die Band ihren Auftritt im Starland Ballroom in Sayreville, New Jersey wahr. Am Schlagzeug waren Mike Portnoy und Chad Szeliga (Ex-Breaking Benjamin). Als Gast war der Twisted-Sister-Gitarrist Jay Jay French dabei, um das Twisted-Sister-Lied You Can't Stop Rock 'n' Roll zu spielen. Die Band spielte die Tour mit Chad Szeliga zu Ende.

### We the People (seit 2017)
Nach Beendigung der Tour gingen die Musiker zunächst getrennte Wege, so dass eine Weiterführung der Band unsicher war. Erst nachdem ein Mitarbeiter von Century Media telefonisch Kontakt mit Russell Allen aufnahm, wurde beschlossen, Adrenaline Mob weiter zu führen. Im Oktober 2016 kündigte die Band für Anfang 2017 die Veröffentlichung ihres dritten Studioalbums an. Als neuer Schlagzeuger wurde Jordan Cannata präsentiert, der zuvor überwiegend als Studiomusiker aktiv war. Darüber hinaus stellte die Band mit David Zablidowsky (ehemals Trans-Siberian Orchestra) einen neuen Bassisten vor. Die Veröffentlichung des dritten Albums We the People erfolgte am 2. Juni 2017. Im Sommer 2017 folgten zwei Nordamerikatourneen. Dabei wurden Adrenaline Mob zunächst von der Band The Wild und im zweiten Teil von den Bands Righteous Vendetta und Dark Sky Choir begleitet.
Am Nachmittag des 14. Juli 2017 war die Band in einem verheerenden Verkehrsunfall auf der Interstate 75 bei Micanopy verwickelt. Die Gruppe war auf dem Weg von Biloxi im Bundesstaat Mississippi nach St. Petersburg in Florida, wo die Band am Abend auftreten sollte. Wegen eines platten Reifens musste der Tourbus am Straßenrand abgestellt werden. Der Bus wurde dann von einem ausscherenden Sattelschlepper getroffen. Bassist David Zablidowsky verstarb noch an der Unfallstelle. Sechs weitere Personen wurden verletzt, drei von ihnen im kritischen Zustand. Tourmanagerin Jane Train erlag am 23. August 2017 ihren Verletzungen.
Im März 2019 erklärte Mike Orlando in einem Radiointerview, dass er nicht wisse, ob es mit der Band überhaupt weitergeht. Russel Allen fügte im Juni 2021 hinzu, dass er nicht mehr daran glaubt, dass die Band nochmal irgendetwas machen wird.

## Musikstil
Ex-Schlagzeuger Mike Portnoy erklärte in einem Interview, dass sich die Musik von Adrenaline Mob deutlich von der von Dream Theater und Symphony X unterscheidet und absolut nichts mit Progressive Metal zu tun hat. Er beschrieb die Musik der Band schlicht als Metal. Sänger Russell Allen beschrieb die Musik von Adrenaline Mob als Rockmusik mit modernen Sound. Als Anhaltspunkt nannte er eine Verbindung von Rob Zombie mit Black Label Society und Disturbed mit Ronnie James Dio als Sänger. Gitarrist Mike Orlando nannte die Bands Godsmack und Shinedown als weitere Anhaltspunkte für den Sound von Adrenaline Mob.

## Diskografie

### Studioalben
| Jahr | Titel Musiklabel            | Höchstplatzierung, Gesamtwochen, AuszeichnungChartplatzierungen (Jahr, Titel, Musiklabel, Platzierungen, Wochen, Auszeichnungen, Anmerkungen) | Höchstplatzierung, Gesamtwochen, AuszeichnungChartplatzierungen (Jahr, Titel, Musiklabel, Platzierungen, Wochen, Auszeichnungen, Anmerkungen) | Höchstplatzierung, Gesamtwochen, AuszeichnungChartplatzierungen (Jahr, Titel, Musiklabel, Platzierungen, Wochen, Auszeichnungen, Anmerkungen) | Anmerkungen                            |
| Jahr | Titel Musiklabel            | DE | CH | US | Anmerkungen                            |
| ---- | --------------------------- | --- | --- | --- | -------------------------------------- |
| 2012 | Omertà Century Media        | — | CH46 (1 Wo.)CH | US70 (1 Wo.)US | Erstveröffentlichung: 13. März 2012    |
| 2014 | Men of Honor Century Media  | DE76 (1 Wo.)DE | CH60 (1 Wo.)CH | US99 (1 Wo.)US | Erstveröffentlichung: 18. Februar 2014 |
| 2017 | We the People Century Media | — | CH78 (1 Wo.)CH | — | Erstveröffentlichung: 2. Juni 2017     |

### EPs
| Jahr | Titel Musiklabel              | Höchstplatzierung, Gesamtwochen, AuszeichnungChartplatzierungen (Jahr, Titel, Musiklabel, Platzierungen, Wochen, Auszeichnungen, Anmerkungen) | Höchstplatzierung, Gesamtwochen, AuszeichnungChartplatzierungen (Jahr, Titel, Musiklabel, Platzierungen, Wochen, Auszeichnungen, Anmerkungen) | Höchstplatzierung, Gesamtwochen, AuszeichnungChartplatzierungen (Jahr, Titel, Musiklabel, Platzierungen, Wochen, Auszeichnungen, Anmerkungen) | Anmerkungen                            |
| Jahr | Titel Musiklabel              | DE | CH | US | Anmerkungen                            |
| ---- | ----------------------------- | --- | --- | --- | -------------------------------------- |
| 2011 | Adrenaline Mob Eigenverlag    | — | — | — | Erstveröffentlichung: 2011             |
| 2013 | Covertà Century Media         | — | — | US173 (1 Wo.)US | Erstveröffentlichung: 8. März 2013     |
| 2015 | Dearly Departed Century Media | — | — | — | Erstveröffentlichung: 10. Februar 2015 |

### Singles
- 2012: Undaunted

### Musikvideos
- 2011: Indifferent
- 2017: King of the Ring